# قشلاق (روانسر)
قشلاق (روانسر)، روستایی از توابع بخش شاهو شهرستان روانسر در استان کرمانشاه ایران است. این روستا پس
از تجمیع با روستای منصورآقایی به شهر تبدیل و به عنوان شهر شاهو شناخته شد.

## جمعیت
این روستا در دهستان منصورآقایی قرار دارد و براساس سرشماری مرکز آمار ایران در سال ۱۳۸۵، جمعیت آن ۱٬۱۶۴ نفر (۲۷۹خانوار) بوده‌است.